# Socket M
Socket M (a veces referido como FCPGA6) es un zócalo de CPU creado por Intel en 2006 para la línea Intel Core de procesadores para portátiles. Es utilizado en todos los productos Intel Core y sus derivados Dual-Core Xeon . También es implantado en la primera generación de versiones para portátil de Intel Core 2 Duo, específicamente las series T5x00 y T7x00 ("Merom"), a pesar de que la línea pasa a Socket P en el 2007.
El Socket M es incompatible con los Socket 478 y Socket 479.